# Marivan
Marivan (persiska مريوان) är en stad i nordvästra Iran, nära gränsen till Irak. Den ligger i provinsen Kurdistan, nära gränsen till Irak, och har cirka 140 000 invånare. Zarivarsjön ligger väster om Marivan.